# VIF Dimitrov Sofia
Il VIF Dimitrov Sofia è una squadra di pallamano maschile bulgara con sede a Sofia.

## Palmarès

### Titoli nazionali
- Campionato bulgaro: 10
  - 1960-61, 1961-62, 1963-64, 1964-65, 1966-67, 1969-70, 1979-80, 1981-82, 1985-86, 1987-88.

| Controllo di autorità | VIAF (EN) 140740485 |